# Scotch Creek Indian Reserve 4
Scotch Creek Indian Reserve 4 är ett reservat i Kanada.   Det ligger i provinsen British Columbia, i den södra delen av landet, 3 300 km väster om huvudstaden Ottawa.
I omgivningarna runt Scotch Creek Indian Reserve 4 växer i huvudsak barrskog. Runt Scotch Creek Indian Reserve 4 är det mycket glesbefolkat, med 2 invånare per kvadratkilometer.